# Oulobophora externaria
Oulobophora externaria là một loài bướm đêm trong họ Geometridae.